# Anemia marginata
Anemia marginata är en ormbunkeart som beskrevs av John T. Mickel. Anemia marginata ingår i släktet Anemia och familjen Anemiaceae. Inga underarter finns listade.